# Out in L.A.
Out in L.A är ett samlingsalbum med gruppen Red Hot Chili Peppers bestående av sällsynta demo- och mixversioner, dels av låtar från kända artister som Jimi Hendrix och Thelonious Monster och dels från deras egna studioalbum. Skivan innehåller bland annat tidiga versioner av låtar som "Get Up and Jump", "Out in L.A." och "Green Heaven". De kommer från Red Hot Chili Peppers tidigaste inspelning och var även de versioner som man valde att spela på de konserterna bandet hade.

## Låtlista
1. Higher Ground (12" Vocal Mix) – 5:18
2. Hollywood (Africa) (extended Dance Mix) – 6:33
3. If You Want Me to Stay (Pink Mustang Mix) – 7:03
4. Behind the Sun (Ben Grosse Remix) – 4:43
5. Castles Made of Sand (live) – 3:18
6. Special Secret Song Inside (live) – 3:12
7. F.U. (live) – 1:17
8. Get Up and Jump (demo version) – 2:37
9. Out in L.A. (demo version) – 1:56
10. Green Heaven (demo version) – 3:50
11. Police Helicopter (demo version) – 1:12
12. Nevermind (demo version) – 2:09
13. Sex Rap (demo version) – 1:35
14. Blues for Meister – 2:54
15. You Always Sing the Same – 0:19
16. Stranded – 0:24
17. Flea Fly – 0:39
18. What It Is – 4:03
19. Deck the Halls – 1:02